# Gare d'Allaghan
La gare d'Allaghan est une gare ferroviaire algérienne située sur le territoire de la commune de Tazmalt, dans la wilaya de Béjaïa.

## Situation ferroviaire
La gare d'Allaghan est située au nord-est de la commune de Tazmalt, sur la ligne de Beni Mansour à Béjaïa, où elle est précédée de la gare de Tazmalt et suivie de celle d'Akbou.

## Service des voyageurs

### Desserte
La gare d'Allaghan est desservie par les trains régionaux des liaisons Alger - Béjaïa et Beni Mansour - Béjaïa.